# Вайдей (Хунедоара)
Вайдей (рум. Vaidei) — село у повіті Хунедоара в Румунії. Входить до складу комуни Ромос.
Село розташоване на відстані 270 км на північний захід від Бухареста, 30 км на схід від Деви, 103 км на південь від Клуж-Напоки.

## Населення
За даними перепису населення 2002 року у селі проживала 681 особа, з них 679 осіб (99,7%) румунів. Усі жителі села рідною мовою назвали румунську.